# Mantikora

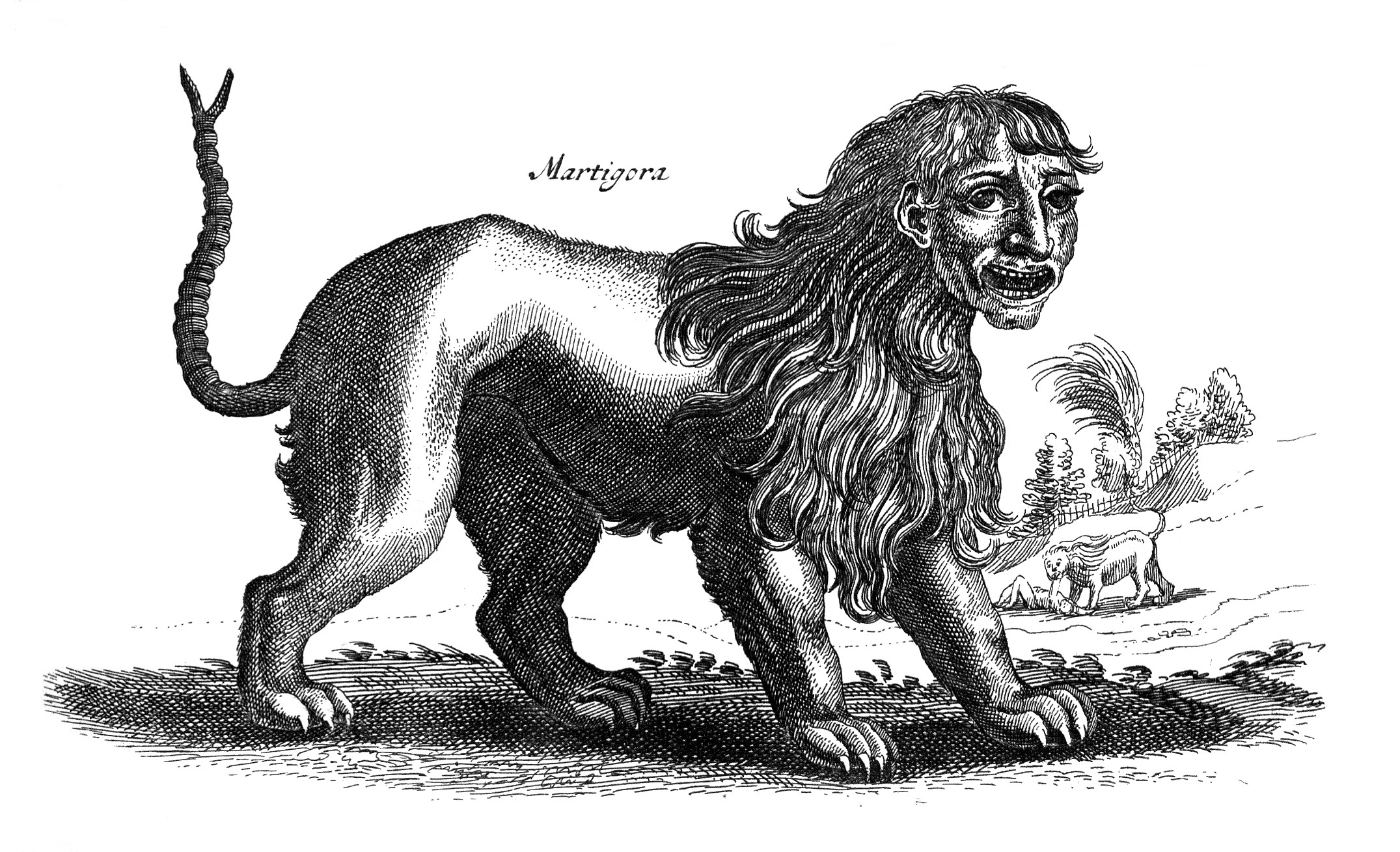
Mantichora (Joannes Johnstonus, 1657)

Mantikora (nebo též Mantichora, ve  střední perštině doslova „lidožrout“ z martiya, člověk a khvar, jíst) je legendární sfinze podobné zvíře  perské mytologie, které se přes řeckou mytologii dostalo do Evropy.
Plinius starší jej ve svém Přírodopise popisuje jako lidožravého červeného lva s lidskou tváří a ostnem na konci ocasu, který žije v Etiopii. Ailiános Klaudios v O zvláštnostech živočichů uvádí, že kromě smrtícího bodce je celý ocas nestvůry pokryt ostny, které v ohrožení dokáže vystřelit a zasazuje její výskyt do Indie. Od středověku se objevuje v bestiářích, na erbech a v literatuře – například v Dantově Božské komedii je obr Geryon podobný mantikoře a v Pokušení svatého Antonína Gustava Flauberta je jedním z monster. Mantikora se vyskytuje v různých obměnách ve fantastických literárních světech (například Zaklínač, Harry Potter) a hrách na hrdiny (Dungeons & Dragons).